# Класична електродинаміка
Класи́чна електродина́міка — розділ фізики, що вивчає електромагнітне поле. Включає зв'язок електричних і магнітних явищ, електромагнітне випромінювання (в різних умовах, як вільне, так і в різноманітних випадках взаємодії з речовиною), електричний струм (взагалі кажучи, змінний) і його взаємодію з електромагнітним полем (електричний струм може бути розглянуто при цьому як сукупність рухомих заряджених частинок). Будь-яка електрична і магнітна взаємодія між зарядженими тілами розглядається в сучасній фізиці як здійснювана за посередництвом електромагнітного поля, і, отже, також є предметом електродинаміки.
Найчастіше під терміном «електродинаміка» за замовчуванням розуміється класична (не зачіпає квантових ефектів) електродинаміка; для позначення сучасної квантової теорії електромагнітного поля і його взаємодії із зарядженими частинками зазвичай використовується стійкий термін квантова електродинаміка.
Базовими поняттями класичної електродинаміки є уявлення про електричне та магнітне поле навколо заряджених тіл і провідників зі струмом.
Складається з двох частин: 
І.макроскопічна електродинаміка, що базується на рівняннях Максвелла,
II.класична електронна теорія.
Основними рівняннями класичної електродинаміки є рівняння Максвелла, які встановлюють зв'язок величин, що характеризують електричні та магнітні поля, з розподілом у просторі зарядів та струмів. Суть чотирьох рівнянь Максвелла для електромагнітного поля якісно зводиться до наступного:
1. Магнітне поле породжується рухомими зарядами та змінним електричним полем;
2. Електричне поле з замкнутими силовими лініями (вихрове поле) породжується змінним магнітним полем;
3. Силові лінії магнітного поля завжди замкнуті (це означає, що воно не має джерел — магнітних зарядів, подібних електричним);
4. Електричне поле з незамкненими силовими лініями (потенційне поле) породжується електричними зарядами — джерелами цього поля. З теорії Максвелла витікає скінченність швидкості розповсюдження електромагнітних взаємодій та існування електромагнітних хвиль.

В класичній електродинаміці розглядаються також електромагнітні хвилі, їхнє випромінювання й розповсюдження в просторі.
Окремим розділом класичної електродинаміки є електродинаміка суцільних середовищ, в якій розглядається
відклик фізичних середовищ на збурення зовнішнім електричним і магнітним полем.

## Зміст електродинаміки
Основним змістом класичної електродинаміки є опис властивостей електромагнітного поля і його взаємодії із зарядженими тілами (заряджені тіла «породжують» електромагнітне поле, є його «джерелами», а електромагнітне поле в свою чергу діє на заряджені тіла, створюючи електромагнітні сили). Цей опис, окрім визначення основних об'єктів і величин, таких як електричний заряд, електричне поле, магнітне поле, електромагнітний потенціал, зводиться до рівнянь Максвелла в тій чи іншій формі і формулою сили Лоренца, а також зачіпає деякі суміжні питання (пов'язані з математичної фізики, додаткам, допоміжним величинам і допоміжним формулами, важливим для програм, як наприклад вектор щільності струму або емпіричний закону Ома). Також цей опис включає питання збереження і перенесення енергії, імпульсу, моменту імпульсу електромагнітним полем, включаючи формули для густини енергії, вектора Пойнтінга тощо
Іноді під електродинамічними ефектами (на противагу електростатиці) розуміють ті суттєві відмінності загального випадку поведінки електромагнітного поля (наприклад, динамічну взаємозв'язок між змінними електричним і магнітним полем) від статичного випадку, які роблять приватний статичний випадок набагато простішим для опису, розуміння і розрахунків.

## Спеціальні розділи електродинаміки
- Електростатика описує властивості статичного (не змінного за часом або такого, що змінюється достатньо повільно, щоб «електродинамічними» ефектами можна було знехтувати, тобто, коли в рівняннях Максвелла можна відкинути, через їх малості, члени з похідними за часом) електричного поля і його взаємодії із електрично зарядженими тілами (електричними зарядами), які також нерухомі або рухаються з досить малими швидкостями (чи, може, якщо є і є заряди, що швидко рухаються, але вони досить малі за величиною), щоб створювані ними поля можна було приблизно розглядати як статичні. Зазвичай при цьому мається на увазі і відсутність (або нехтуванням впливу через незначну силу) магнітних полів.

- Магнітостатика досліджує постійні струми (і постійні магніти) та постійні магнітні поля (поля не змінюються в часі або змінюються настільки повільно, що швидкістю цих змін в розрахунку можна знехтувати), а також їх взаємодію.
- Електродинаміка суцільних середовищ розглядає поведінку електромагнітних полів у суцільних середовищах.
- Релятивістська електродинаміка розглядає електромагнітні поля в рухомих середовищах.

## Основні поняття
Основні поняття, якими оперує електродинаміка, включають в себе:
- Електромагнітне поле — це основний предмет вивчення електродинаміки, вид матерії, що виявляється при взаємодії із зарядженими тілами. Історично поділяється на два поля:
  - Електричне поле — створюється будь-яким зарядженим тілом, або змінним магнітним полем, впливає на будь-яке заряджене тіло.
  - Магнітне поле — створюється рухомими зарядженими тілами, зарядженими тілами, що мають спін, і змінними електричними полями, впливає на рухомі заряди і заряджені тіла, що мають спін.
- Електричний заряд — це властивість тіл, що дозволяє їм взаємодіяти з електромагнітними полями: створювати ці поля, будучи їх джерелами, і піддаватися (силовій) дії цих полів.
- Електромагнітний потенціал — 4-векторна фізична величина, що повністю визначає розподіл електромагнітного поля в просторі. У тривимірній електродинаміці формулюванні з нього виділяють:
  - Скалярний потенціал — часова компонента 4-вектора
  - Векторний потенціал — тривимірний вектор, що утворений компонентами 4-вектора, які залишилися.
- Вектор Пойнтінга — векторна фізична величина, що має сенс густини потоку енергії електромагнітного поля.

## Основні рівняння
Основними рівняннями, що описують поведінку електромагнітного поля і його взаємодія із зарядженими тілами є:
- Рівняння Максвелла, що визначають поведінку вільного електромагнітного поля у вакуумі та середовищі, а також генерацію поля джерелами. Серед цих рівнянь можна виділити:
  - Теорема Гауса (закон Гауса) для електричного поля, що визначає створення електростатичного поля зарядами.
  - Закон замкнутості силових ліній магнітного поля (соленоїдного магнітного поля); він же — закон Гауса для магнітного поля.
  - Закон індукції Фарадея, що визначає генерацію електричного поля змінним магнітним полем.
  - Закон Ампера-Максвелла — теорема про циркуляцію магнітного поля з додаванням струмів зміщення, введених Максвеллом, визначає генерацію магнітного поля рухомими зарядами та змінним електричним полем.
- Вираз для сили Лоренца, що визначає силу, що діє на заряд, який знаходиться в електромагнітному полі.
- Закон Джоуля-Ленца, що визначає величину теплових втрат в провідному середовищі з кінцевою провідністю, при наявності в ній електричного поля.

Частковими рівняннями, що мають особливе значення є:
- Закон Кулона — в електростатиці — закон, що визначає електричне поле (напруженість та/або потенціал) точкового заряду; також законом Кулона називається і подібна формула, яка визначає електростатичну взаємодію (силу, або потенцальну енергію) двох точкових зарядів.
- Закон Біо-Савара-Лапласа — в магнітостатиці — основний закон, що описує породження магнітного поля струмом (аналогічний за своєю роллю в магнітостатиці закону Кулона в електростатиці).
- Закон Ампера, що визначає силу, яка діє на елементарний струм, поміщений у магнітне поле.
- Теорема Пойнтінга, що виражає собою закон збереження енергії в електродинаміці.
- Закон збереження заряду.

## Історія
Першим доказом зв'язку електричних і магнітних явищ стало експериментальне відкриття Г. Х. Ерстедом у 1819—1820 породження магнітного поля електричним струмом. Він же висловив ідею про деяке взаємодії електричних і магнітних процесів у просторі, що оточує провідник, однак у досить нечіткій формі.
У 1831 Майкл Фарадей експериментально відкрив явище і закон електромагнітної індукції, що стали першим ясним свідченням безпосереднього динамічного взаємозв'язку електричного і магнітного полів. Він же розробив (стосовно до електричного і магнітного полів) основи концепції фізичного поля і деякі базисні теоретичні уявлення, що дозволяють описувати фізичні поля, а також у 1832 році передбачив існування електромагнітних хвиль.
У 1864 Дж. К. Максвелл вперше опублікував повну систему рівнянь «класичної електродинаміки», що описує еволюцію електромагнітного поля і його взаємодію із зарядами і струмами. Він висловив теоретично обґрунтоване припущення про те, що світло є електромагнітною хвилею, тобто об'єктом електродинаміки.
У 1895 році Лоренц завершив побудову класичної електродинаміки, описавши взаємодію електромагнітного поля з (рухомими) точковими зарядженими частинками.
У середині XX століття була створена квантова електродинаміка — одна з найточніших фізичних теорій.

## Прикладне значення
Електродинаміка лежить в основі фізичної оптики, фізики розповсюдження радіохвиль, а також пронизує практично всю фізику, так як майже у всіх розділах фізики доводиться мати справу з електричними полями і зарядами, а часто і з їх нетривіальними швидкими змінами і рухами. Крім того, електродинаміка є зразковою фізичної теорією (і в класичному і в квантовому своєму варіанті), що поєднує дуже велику точність розрахунків і прогнозів з впливом теоретичних ідей, народжених в її області, на інші галузі теоретичної фізики.
Електродинаміка має величезне значення в техніці і лежить в основі: радіотехніки, електротехніки, різних галузей зв'язку та радіо.